# Gyalideopsis floridae
Gyalideopsis floridae är en lavart som beskrevs av Etayo & Diederich. Gyalideopsis floridae ingår i släktet Gyalideopsis och familjen Gomphillaceae.   Inga underarter finns listade i Catalogue of Life.